# Popular (canción de The Veronicas)
«Popular» es el quinto sencillo del dúo australiano The Veronicas, de su segundo álbum de estudio Hook Me Up.

## Lanzamiento
"Popular" fue oficialmente lanzado para descarga digital el 11 de octubre del 2008 para las estaciones de radio. Es el lanzamiento final de su álbum Hook Me Up.

## Posicionamiento
"Popular" alcanzó la posición #11 en el Australian Airplay Chart.
| Listas                   | Posiciones |
| ------------------------ | ---------- |
| Australian Airplay Chart | 11         |

También fue una de las canciones que usaron en la película Bring It On: Fight to the Finish en una porra de los animadores con Christina Milian.[cita requerida]